# Воздвижевка
Воздви́жевка (укр. Воздвижівка) — село,
Воздвижевский сельский совет,
Гуляйпольский район,
Запорожская область,
Украина.
Код КОАТУУ — 2321881001. Население по переписи 2001 года составляло 1324 человека.
Является административным центром Воздвижевского сельского совета, в который, кроме того, входят сёла
Еленоконстантиновка и
Прилуки.

## Географическое положение
Село Воздвижевка находится на одном из истоков реки Солёная,
на расстоянии в 4 км от села Риздвянка (Новониколаевский район).
Рядом проходит железная дорога, станция Гайчур в 10 км.

## История
- Основано в начале XIX века как село Гарненькое.
- 1894 год — переименовано в село Воздвижевка.

## Известные уроженцы, жители
Омесь, Николай Николаевич (1937, Воздвижевка — 2002) — советский и украинский учёный-металлург, организатор производства.

## Экономика
- «Агронива», ПАТ.

## Объекты социальной сферы
- УВК.
- Участковая больница.
- Дом культуры.
- Музей.

## Достопримечательности
- Братская могила советских воинов.